# Цюрихский договор (1859)
Цюрихские договоры 1859 года — договоры между Французской империей, Австрийской империей и Сардинским королевством, подписанные 10 ноября 1859 года в Цюрихе.

## История
Война между Австрией с одной стороны и Францией и Сардинией — с другой, ознаменовавшаяся крупными успехами французов (победа при Мадженте 4 июня 1859 года, разгром австрийцев при Сольферино 24 июня 1859 года), была неожиданно прервана французским императором Наполеоном III из опасения международных осложнений и из страха перед итальянской национальной революцией. 8 июля 1859 года в Виллафранке было подписано соглашение о прекращении военных действий, а 11 июля 1859 года — прелиминарный мирный договор. 16 октября 1859 года в Цюрихе открылась мирная конференция, на которой и были подписаны Цюрихские договоры.
В основу Цюрихских договоров были положены Виллафранкские прелиминарии. Цюрихские договора включают:
1. австро-французский мирный договор,
2. франко-сардинский договор,
3. общий австро-франко-сардинский мирный договор.

По условиям Цюрихского договора Австрия уступала Франции Ломбардию (кроме крепостей Пескиеры и Мантуи), а Франция передавала эту область Сардинии (такая процедура, принятая по просьбе Австрии, означала, что Австрия не считает Сардинию победительницей).
Герцоги Моденский, Пармский и великий герцог Тосканский должны были вновь водвориться в своих владениях. Из итальянских государств предположено было создать итальянскую конфедерацию под почётным председательством римского папы, которому Франция и Австрия обязались настоятельно посоветовать провести необходимые реформы в его владениях. Венеция, остающаяся за Австрией, должна была войти в состав конфедерации в качестве равноправного члена. Сардиния принимала на себя финансовые обязательства и государственные долги Ломбардии и кроме того выплачивала Франции 60 миллионов флоринов «для уменьшения тягот, вызванных войной». Жителям переходящей к Сардинии территории предоставлялось право оптации в пользу Австрии, а ломбардским выходцам, живущим в Австрии, — в пользу Сардинии.
Цюрихские договоры представляли собой попытку свести все изменения, вызванные войной и итальянским национально-революционным движением, к передаче Сардинии одной только Ломбардской области.
Сардинское правительство не было удовлетворено столь скромными результатами войны, но Сардиния была слишком слаба для самостоятельной борьбы против Австрии. Планируемая конфедерация, формально демонстрируя итальянское единство, должна была по мысли Наполеона III на деле закрепить раздробленность Италии по примеру аналогичного союза в Германии.
Однако Цюрихские договоры не могли помешать объединению Италии. Все попытки реставрации мелких государей и планы создания конфедерации потерпели крах. Из условий Цюрихских договоров были осуществлены только пункты, относящиеся к Ломбардии. Модена, Парма, Тоскана и входившая в состав Церковной области Болонья по решению своих парламентов в течение зимы 1859—1860 присоединились к Сардинии. Наполеон III не был в состоянии воспрепятствовать этим присоединениям, но в качестве платы за их признание потребовал уступки Ниццы и Савойи в пользу Франции.